# Bolgarija
Bolgarija uradno Republika Bolgarija je država v jugovzhodni Evropi. Leži na vzhodnem delu Balkana neposredno južno od reke Donave in zahodno od Črnega morja. Bolgarija na jugu meji na Grčijo in Turčijo, na zahodu na Srbijo in Severno Makedonijo ter na severu na Romunijo. Njeno glavno in največje mesto je Sofija, druga večja mesta so Plovdiv, Varna in Burgas.
Ena najzgodnejših družb v deželah današnje Bolgarije je bila karanovska kultura (6500 pr. n. št.). V 6. do 3. stoletju pred našim štetjem je bila regija bojišče za stare Tračane, Perzijce, Kelte in Makedonce; stabilnost je prišla, ko je Rimsko cesarstvo osvojilo regijo leta 45 n. št.. Po razpadu rimske države so se plemenski vdori v regijo nadaljevali. Okoli 6. stoletja so ta ozemlja naselili zgodnji Slovani. Bolgari pod vodstvom Asparuha so napadli iz dežel stare Velike Bolgarije in v poznem 7. stoletju trajno vdrli na Balkan. Ustanovili so Prvo bolgarsko cesarstvo, ki ga je Bizantinsko cesarstvo zmagovito priznalo s pogodbo leta 681 našega štetja. Obvladovalo je večino Balkana in z razvojem cirilice pomembno vplivalo na slovanske kulture. Prvo bolgarsko cesarstvo je trajalo do začetka 11. stoletja, ko ga je bizantinski cesar Bazilij II. osvojil in razbil. Uspešen bolgarski upor leta 1185 je ustanovil Drugo bolgarsko cesarstvo, ki je doseglo vrhunec pod Ivanom Asenom II. (1218–1241). Po številnih izčrpavajočih vojnah in fevdalnih sporih je cesarstvo razpadlo in leta 1396 za skoraj pet stoletja padlo pod osmansko oblast.
Po rusko-turški vojni 1877–1878 je nastala tretja in sedanja bolgarska država, ki je leta 1908 razglasila neodvisnost od Osmanskega cesarstva. Veliko etničnih Bolgarov je ostalo zunaj meja nove države, kar je podžgalo iredentistična čustva, ki so privedla do več konfliktov s sosedami in zavezništva z Nemčijo v obeh svetovnih vojnah. Leta 1946 je Bolgarija postala socialistična republika in ena izmed držav vzhodnega bloka. Vladajoča komunistična partija se je po revolucijah leta 1989 odpovedala monopolu nad oblastjo in dovolila večstrankarske volitve. Bolgarija je nato prešla v demokracijo.
Od sprejetja demokratične ustave leta 1991 je Bolgarija unitarna parlamentarna republika z visoko stopnjo politične, upravne in gospodarske centralizacije. Bolgarija ima gospodarstvo z visokim dohodkom in tržnim gospodarstvom, ki je del evropskega enotnega trga in v veliki meri temelji na storitvah, sledijo pa proizvodnja in rudarstvo ter kmetijstvo. Na državo je vplivala njena vloga tranzitne države za zemeljski plin in naftovode ter njena strateška lega ob Črnem morju. Zunanje odnose Bolgarije sta oblikovala njena geografska lega in sodobno članstvo v Evropski uniji in zvezi NATO.

## Etimologija
Ime Bolgarija izhaja iz Bolgarov, plemena turškega izvora, ki je ustanovilo Prvo bolgarsko cesarstvo. Njihovo ime ni povsem razumljeno in ga je težko izslediti prej kot v 4. stoletju našega štetja, vendar je verjetno izpeljano iz prototurške besede bulģha ('mešati', 'stresti') in njena izpeljanka bulgak ('upor', 'nered'). Pomen se lahko nadalje razširi na 'upornik', 'spodbujati' ali 'proizvajati stanje nereda' in tako v izpeljanki 'motilci'. Plemenske skupine v Notranji Aziji s fonološko podobnimi imeni so bile pogosto opisane s podobnimi izrazi, kot so bili Buluoji, sestavni del skupin Pet barbarov, ki so bili v 4. stoletju prikazani kot oboje: 'mešana rasa' in 'povzročitelji težav'.

## Zgodovina

### Prazgodovina in antika
Ostanki neandertalcev izpred približno 150.000 let ali srednjega paleolitika so nekatere od najzgodnejših sledi človekove dejavnosti na ozemlju sodobne Bolgarije. Tam najdeni ostanki Homo sapiensa so datirani ok. 47.000 let pred sedanjostjo. Ta rezultat predstavlja najzgodnejši prihod sodobnega človeka v Evropo. kultura Karanovo je nastala ok. 6500 pr. n. št. in je bila ena od več neolitskih družb v regiji, ki so uspevale s kmetijstvom. Kultura Varna iz bakrene dobe (5. tisočletje pr. n. št.) je zaslužna za izum metalurgije zlata. Povezani zaklad Varnske nekropole vsebuje najstarejši zlati nakit na svetu s približno starostjo več kot 6000 let. Zaklad je bil dragocen za razumevanje družbene hierarhije in stratifikacije v najzgodnejših evropskih družbah.
Tračani, ena od treh primarnih skupin prednikov sodobnih Bolgarov, so se pojavili na Balkanskem polotoku nekaj časa pred 12. stoletjem pr. n. št.. Tračani so blesteli v metalurgiji in so Grkom dali Orfejeve in Dionizijske kulte, vendar so ostali plemenski in brez države. Perzijsko Ahemenidsko cesarstvo je osvojilo dele današnje Bolgarije (zlasti vzhodno Bolgarijo) v 6. stoletju pr. n. št. in obdržalo nadzor nad regijo do leta 479 pr. n. št.. Invazija je postala katalizator tračanske enotnosti in večina njihovih plemen se je združila pod kraljem Teresom, da bi leta 470. pr. n. št. oblikovala Odriško kraljestvo. Leta 341 pr. n. št. ga je oslabil in vazaliziral Filip II. Makedonski, v 3. stoletju so ga napadli Kelti in leta 45 n. št. končno prišli pod Rimsko cesarstvo.
Do konca 1. stoletja našega štetja je bila rimska vladavina vzpostavljena nad celotnim Balkanskim polotokom in krščanstvo se je v regiji začelo širiti okoli 4. stoletja. Gotsko Sveto pismo - prvo knjigo v germanskem jeziku - je okoli leta 381 ustvaril gotski škof Ulfila v današnji severni Bolgariji. Regija je prišla pod bizantinski nadzor po padcu Rima leta 476. Bizantinci so bili vpleteni v dolgotrajno vojno proti Perziji in niso mogli braniti svojega balkanskega ozemlja pred vpadi barbarov. To je Slovanom omogočilo vstop na Balkanski polotok kot roparji, predvsem preko območja med Donavo in gorovjem Balkana, znanega kot Mezija. Postopoma je notranjost polotoka postala država Južnih Slovanov, ki so živeli v demokraciji. Slovani so asimilirali delno helenizirane, romanizirane in gotizirane Tračane na podeželju.

### Prvo bolgarsko cesarstvo
Kmalu po slovanskem vdoru so Mezijo ponovno napadli, tokrat Bolgari pod kanom Asparuhom. Njihova horda je bila ostanek stare Velike Bolgarije, izumrle plemenske konfederacije, ki je bila severno od Črnega morja v današnji Ukrajini in južni Rusiji. Asparuh je napadel bizantinska ozemlja v Meziji in leta 680 osvojil tamkajšnja slovanska plemena. Leta 681 je bila podpisana mirovna pogodba z Bizantinskim cesarstvom, ki je pomenila ustanovitev Prvega bolgarskega cesarstva. Bolgarska manjšina je tvorila tesno povezano vladajočo kasto.
Naslednji vladarji so krepili bolgarsko državo v 8. in 9. stoletju. Krum je uvedel pisni zakonikref>Vlasto, Alexis P. (1970). The Entry of the Slavs Into Christendom: An Introduction to the Medieval History of the Slavs. Cambridge University Press. str. 157. ISBN 978-0-521-07459-9. Arhivirano iz spletišča dne 15. januarja 2023. Pridobljeno 3. marca 2024.</ref> in zaustavil večji bizantinski vdor v bitki pri Pliski, v kateri je bil ubit bizantinski cesar Nikifor I. Logotet. Boris I. Bolgarski je leta 864 odpravil poganstvo v korist vzhodnega pravoslavnega krščanstva. Spreobrnitvi je sledilo bizantinsko priznanje bolgarske cerkve in sprejetje cirilice, ki se je razvila v prestolnici Preslav. Skupni jezik, vera in pisava so okrepili centralno oblast in postopoma zlili Slovane in Bolgare v enotno ljudstvo, ki je govorilo en sam slovanski jezik. Zlata doba se je začela med 34-letno vladavino Simeona Velikega, ki je nadziral največjo ozemeljsko širitev države.
Po Simeonovi smrti je bila Bolgarija oslabljena zaradi vojn z Ogri in Pečenegi ter širjenja bogomilstva. Preslav je leta 971 po zaporednih ruskih in bizantinskih vpadih zavzela bizantinska vojska. Cesarstvo si je za kratek čas opomoglo od napadov pod Samuilom, vendar se je to končalo, ko je bizantinski cesar Bazilij II. leta 1014 premagal bolgarsko vojsko pri Ključu. Samuil je umrl kmalu po bitki, in do leta 1018 so Bizantinci osvojili Prvo bolgarsko cesarstvo. Po osvojitvi je Bazilij II. preprečil upore tako, da je ohranil oblast lokalnega plemstva, ga vključil v bizantinsko birokracijo in aristokracijo ter razbremenil njihove dežele obveznosti plačevanja davkov v zlatu, namesto tega pa je dovolil davek v naravi. Bolgarski patriarhat je bil zmanjšan na nadškofijo, vendar je ohranil svoj avtokefalni status in svoje škofije.

### Drugo bolgarsko cesarstvo
Bizantinska notranja politika se je po Bazilijevi smrti spremenila in izbruhnila je vrsta neuspešnih uporov, največjega je vodil Peter Deljan. Avtoriteta imperija je padla po katastrofalnem vojaškem porazu pri Manzikertu proti seldžuškim zavojevalcem, dodatno pa so ga motile križarske vojne. To je preprečilo bizantinske poskuse helenizacije in ustvarilo plodna tla za nadaljnji upor. Leta 1185 sta plemiča iz dinastije Asen Ivan Asen I. in Peter IV. Bolgarski organizirala veliko vstajo in uspela ponovno vzpostaviti bolgarsko državo. Ivan Asen in Peter sta postavila temelje Drugega bolgarskega cesarstva s prestolnico v Trnovem.
Kalojan, tretji od asenskih monarhov, je svojo oblast razširil na Beograd in Ohrid. Priznal je duhovno nadoblast papeža in od papeškega legata prejel kraljevo krono. Imperij je dosegel svoj vrhunec pod Ivanom Asenom II. (1218–1241), ko so se njegove meje razširile vse do obale Albanije, Srbije in Epira, medtem ko sta trgovina in kultura cvetela. Vladavino Ivana Asena je zaznamoval tudi odmik od Rima v verskih zadevah.
Rodbina Asen je izumrla leta 1257. Sledili so notranji spopadi ter nenehni bizantinski in madžarski napadi, ki so Mongolom omogočili vzpostavitev suverenosti nad oslabljeno bolgarsko državo. Leta 1277 je svinjski pastir Ivajlo vodil velik kmečki upor, ki je pregnal Mongole iz Bolgarije in ga za kratek čas postavil za cesarja. Leta 1280 so ga strmoglavili fevdalni veleposestniki, katerih frakcijski spopadi so povzročili, da je Drugo bolgarsko cesarstvo do 14. stoletja razpadlo na majhna fevdalna gospostva. Te razdrobljene krhke države – dva cesarstva v Vidinu in Trnovem ter Despotat Dobrudža – so postale lahek plen nove grožnje, ki je prihajala z jugovzhoda: Osmanskih Turkov.

### Osmanska vladavina
Osmane so Bizantinci v štiridesetih letih 13. stoletja zaposlili kot plačance, kasneje pa so sami postali osvajalci. Sultan Murat I. je Bizantincem leta 1362 vzel Adrianopel; leta 1382 je padla Sofija, leta 1388 pa še Šumen. Osmani so osvojitev bolgarskih dežel zaključili leta 1393, ko je bilo Trnovo oplenjeno po trimesečnem obleganju in bitki pri Nikopolju, ki je povzročila padec Vidinskega cesarstva leta 1396. Sozopol je bil leta 1453 zadnja bolgarska naselbina, ki je padla. Bolgarsko plemstvo je bilo pozneje odstranjeno, kmetje pa so bili zasužnjeni pod osmanskimi gospodarji, medtem ko je velik del izobražene duhovščine pobegnil v druge države.
Bolgari so bili podvrženi visokim davkom (vključno z devširmejem ali krvnim davkom), njihova kultura je bila zatrta in doživeli so delno islamizacijo. Osmanske oblasti so ustanovile versko upravno skupnost, imenovano Rum Millet, ki je upravljala vse pravoslavne kristjane ne glede na njihovo etnično pripadnost. Večina lokalnega prebivalstva je nato postopoma izgubila izrazito narodno zavest in se identificirala le z vero. Duhovščina, ki je ostala v nekaterih izoliranih samostanih, je ohranila svojo etnično identiteto in ji omogočila preživetje v oddaljenih podeželskih območjih ter v bojeviti katoliški skupnosti na severozahodu države.
Ko je osmanska moč začela pešati, sta habsburška Avstrija in Rusija v bolgarskih kristjanih videli potencialne zaveznike. Avstrijci so najprej podprli vstajo v Trnovem leta 1598, nato drugo leta 1686, Čiprovsko vstajo leta 1688 in nazadnje Karpošev upor leta 1689. Rusko cesarstvo se je s pogodbo iz Küçük Kaynarca leta 1774 uveljavilo tudi kot zaščitnik kristjanov v osmanskih deželah.
Zahodnoevropsko razsvetljenstvo v 18. stoletju je vplivalo na začetek narodnega prebujanja Bolgarije. Obnovila je narodno zavest in zagotovila ideološko osnovo za osvobodilni boj, ki je povzročil aprilsko vstajo leta 1876. Med zadušitvijo upora je bilo ubitih do 30.000 Bolgarov. Pokoli so velike sile spodbudili k ukrepanju. Leta 1876 so sklicali carigrajsko konferenco, vendar so njihove odločitve Osmani zavrnili. To je Ruskemu imperiju omogočilo iskanje vojaške rešitve brez tveganja spopada z drugimi velikimi silami, kot se je zgodilo v krimski vojni. Leta 1877 je Rusija napovedala vojno Osmanom in jih premagala s pomočjo bolgarskih upornikov, zlasti med ključno bitko pri prelazu Šipka, ki je zagotovila ruski nadzor nad glavno cesto proti Konstantinoplu. In 1877, Russia declared war on the Ottomans and defeated them with the help of Bulgarian rebels, particularly during the crucial Battle of Shipka Pass which secured Russian control over the main road to Constantinople.

### Tretja bolgarska država
Leta 1878 je bila na Berlinskem kongresu ustanovljena Kneževina Bolgarija. Leta 1908 je bila razglašena Kraljevina Bolgarija, ki je sodelovala v balkanskih vojnah. V prvi svetovni vojni je bila na nemški strani in leta 1919 je bila z njo sklenjena Neulijska mirovna pogodba. Tudi v drugi svetovni vojni je bila na nemški strani. Leta 1944 so jo zasedle sovjetske čete. 
Leta 1946 je bila razglašena Ljudska republika Bolgarija, ki ji je v letih 1954-89 vladal Todor Živkov kot prvi sekretar CK Komunistične partije Bolgarije. 
Po padcu komunizma v Vzhodni Evropi so v Bolgariji izvedli prve svobodne volitve in sprejeli novo ustavo. Leta 2004 je bila Bolgarija sprejeta v zvezo NATO, 1. januarja 2007 pa je bila vključena v Evropsko unijo.

## Geografija

### Lega in površje
Bolgarija leži na vzhodnem delu Balkanskega polotoka in meji na pet držav: Turčijo in Grčijo na jugu, Severno Makedonijo in Srbijo na zahodu ter Romunijo na severu. Z vzhoda jo obliva Črno morje. Skupna dolžina kopenskih meja je 1808 kilometrov, morske obale pa 354 kilometrov. S skupno površino 110.994 kvadratnih kilometrov je 105. največja država na svetu in šestnajsta največja v Evropi.
Na severu države so nizka gričevja in širne puhlične planote med Staro planino in Donavo, ki jih sekajo doline rek, ki pritekajo s hribov na jugu. Podlago gradijo kredni apnenci in peščenjaki, ki jih prekriva plast rodovitne puhlice. Proti jugu se gričevje polagoma zvišuje v razčlenjeno severno predgorje Stare planine, visoko do okoli 400 m. Na skrajnem severovzhodu je izrazito sušna pokrajina Dobrudža, grajena iz krednih in terciarnih apnencev, prekritih s puhlico. Stara planina ali Balkan je več kot 600 km dolgo in 50–70 km široko gorovje, ki se v smeri zahod–vzhod razteza po sredini države. Mlado nagubano gorstvo ima značilnosti sredogorja, v zahodnem delu je zgrajeno iz skrilavih glinavcev in apnencev, v najvišjem, srednjem delu (Botev, 2376 m) iz kristalinskih kamnin, v vzhodnem delu, ki se spušča proti Črnemu morju, iz fliša. Na južnem robu spremlja gorstvo niz mlajših, gosto naseljenih medgorskih kotlin (npr. Kazanlaška kotlina). Trakijsko nižavje vzdolž reke Marice je 50–100 km širok pas planot in nizkih gričevij, ki se proti zahodu nadaljuje v pas medgorskih kotlin (npr. Sofijska kotlina) na stiku med Staro planino jugovzhodno od Sofije in se širi proti črnomorski obali.
Na goratem jugozahodu sta dve visokogorji – Rila in Pirin – ki mejita na nižje, a obsežnejše Rodope na vzhodu, na zahodu, severozahodu in jugu pa na srednje visoke gore, kot so Vitoša, Osogovo in Belasica. Musala je s 2925 metri najvišja točka v Bolgariji in na Balkanskem polotoku. Ravnine obsegajo približno tretjino ozemlja, planote in hribi pa 41 %. Večina rek je kratkih in z nizkim vodostajem. Najdaljša reka, ki teče v celoti po bolgarskem ozemlju, Iskar, je dolga 368 kilometrov. Struma in Marica sta glavni reki na jugu.

### Podnebje
Severno od Stare planine je podnebje celinsko z mrzlimi zimami. Južno od gorovja in ob črnomorski obali je podnebje submediteransko z nekoliko manj hladnimi zimami in proti vzhodu vse manj padavin. Pleven (smt. jan. -2,0,°C jul. 23,5 °C, 556 mm padavin.), Plovdiv (smt. jan. -0,4 °C, jul. 23,4 °C, 541 mm), Varna (smt. jan. -1,2 °C, jul. 22,9 °C, 474 mm).

### Vode
Severno od Stare planine tečejo reke po ozkih dolinah na S proti Donavi (Iskar, 300 km; Jantra), druge večinoma v Egejsko morje (Marica, 450 km; Struma, 430 km; Mesta, 246 km). Najnižji vodostaji so septembra; veliko voda poleti presahne. Zlasti v hribovitih delih so številna umetna jezera za namakanje in pridobivanje električne energije.

### Biotska raznovrstnost in ohranjanje
Medsebojno delovanje podnebnih, hidroloških, geoloških in topografskih razmer je povzročilo relativno veliko raznolikost rastlinskih in živalskih vrst.
Bolgarska biotska raznovrstnost, ena najbogatejših v Evropi, je ohranjena v treh narodnih parkih, 11 naravnih parkih, 10 biosfernih rezervatih in 565 zavarovanih območjih.
Triindevetdeset od 233 vrst sesalcev v Evropi najdemo v Bolgariji, skupaj z 49 % metuljev in 30 % vaskularnih rastlinskih vrst. Skupaj je prisotnih 41.493 rastlinskih in živalskih vrst. Večji sesalci s precejšnjo populacijo so jeleni (106.323 osebkov), divja svinja (88.948), Evrazijski šakal (47.293) in navadna lisica (32.326). Jerebice štejejo okoli 328.000 osebkov, zaradi česar so najbolj razširjena divjad. Tretjino vseh ptic gnezdilk v Bolgariji je mogoče najti v narodnem parku Rila, ki gosti tudi arktične in alpske vrste na velikih nadmorskih višinah. Flora vključuje več kot 3800 vrst žilnih rastlin, od katerih jih je 170 endemičnih in 150 ogroženih. Kontrolni seznam večjih gliv v Bolgariji, ki ga je pripravil Inštitut za botaniko, identificira več kot 1500 vrst. V Bolgariji je pokritost z gozdom približno 36 % celotne površine, kar ustreza 3.893.000 hektarjem (ha) gozda v letu 2020, kar je več od 3.327.000 hektarjev (ha) leta 1990. Leta 2020 je gozd, ki se naravno obnavlja, pokrival 3.116.000 hektarjev (ha) in zasajen gozd je pokrival 777.000 ha (ha). Poročajo, da je 18 % naravno obnavljajočega se gozda prvinskega gozda (sestavljenega iz avtohtonih drevesnih vrst brez jasno vidnih znakov človekovega delovanja), približno 18 % gozdne površine pa je bilo znotraj zavarovanih območij. Za leto 2015 so poročali, da je 88 % gozdnih površin v javni lasti in 12 % v zasebni lasti.
Leta 1998 je bolgarska vlada sprejela nacionalno strategijo ohranjanja biološke raznovrstnosti, obsežen program, ki si prizadeva za ohranitev lokalnih ekosistemov, zaščito ogroženih vrst in ohranjanje genskih virov. Bolgarija ima nekaj največjih območij Natura 2000 v Evropi, ki pokrivajo 33,8 % njenega ozemlja. Dosegla je tudi svoj cilj Kjotskega protokola o zmanjšanju emisij ogljikovega dioksida za 30 % od leta 1990 do 2009.
Bolgarija se uvršča na 30. mesto v indeksu okoljske uspešnosti za leto 2018, vendar ima nizko oceno kakovosti zraka. Ravni trdnih delcev so najvišje v Evropi, zlasti v urbanih območjih, kjer so prizadeti avtomobilski promet in elektrarne na premog. Ena od teh, postaja Marica Iztok-2 na lignit, povzroča največjo škodo zdravju in okolju v Evropski uniji. Uporaba pesticidov v kmetijstvu in zastareli industrijski kanalizacijski sistemi povzročajo obsežno onesnaženje tal in vode. Kakovost vode se je začela izboljševati leta 1998 in ohranja trend zmernega izboljšanja. Več kot 75 % površinskih rek izpolnjuje evropske standarde dobre kakovosti.

## Prebivalstvo in poselitev

### Prebivalstvo
Po uradni vladni oceni za leto 2022 je prebivalstvo Bolgarije sestavljeno iz 6.447.710 ljudi, kar je manj od 6.519.789 po zadnjem uradnem popisu leta 2021. Večina prebivalcev, 72,5 %, prebiva v mestnih območjih. Od leta 2019 je Sofija najbolj naseljeno mestno središče z 1.241.675 ljudmi, sledijo ji Plovdiv (346.893), Varna (336.505), Burgas (202.434) in Ruse (142.902). Bolgari so glavna etnična skupina in predstavljajo 84,6 % prebivalstva. Turške in romske manjšine je 8,4 oziroma 4,4 %; približno 40 manjših manjšin predstavlja 1,3 %, 1,3 % pa se ne opredeljuje za etnično skupino. Romska manjšina je v podatkih popisa običajno podcenjena in lahko predstavlja do 11 % prebivalstva. Gostota prebivalstva je 55–60 na kvadratni kilometer (do leta 2023), kar je skoraj polovica povprečja Evropske unije.
Bolgarija je v stanju demografske krize. Ima negativno rast prebivalstva od leta 1989, ko je gospodarski zlom po hladni vojni povzročil dolgotrajen val izseljevanja. Do leta 2005 je državo zapustilo približno 937.000 do 1.200.000 ljudi - večinoma mladih odraslih.  Večino otrok rodijo neporočene ženske. Leta 2024 je bila povprečna skupna stopnja rodnosti (TFR) v Bolgariji 1,59 otroka na žensko, kar je rahlo povečanje z 1,56 leta 2018 in precej nad najnižjo vrednostjo 1,1 leta 1997, vendar še vedno pod nadomestitvena stopnja 2,1 in precej pod zgodovinsko najvišjo vrednostjo 5,83 otroka na žensko leta 1905. Bolgarija ima tako eno najstarejših prebivalcev na svetu, s povprečno starostjo 43 let. Poleg tega tretjino vseh gospodinjstev sestavlja samo ena oseba in 75,5 % družin nima otrok, mlajših od 16 let. Posledične stopnje rodnosti so med najnižjimi na svetu medtem ko so stopnje umrljivosti med najvišjimi.
Bolgarija dosega visoke rezultate na področju enakosti spolov in se je v svetovnem poročilu o razlikah med spoloma za leto 2018 uvrstila na 18. mesto. Čeprav je bila ženskam volilna pravica omogočena razmeroma pozno, leta 1937, imajo ženske danes enake politične pravice, visoko stopnjo delovne sile in zakonsko določeno enako plačilo.[320] Leta 2021 je agencija za tržne raziskave Reboot Online Bolgarijo uvrstila med najboljše evropske države za delo žensk. Bolgarija ima največji delež raziskovalk na področju IKT v EU, pa tudi drugi najvišji delež žensk v tehnološkem sektorju s 44,6 % delovne sile. Visoka stopnja udeležbe žensk je dediščina socialističnega obdobja.

## Upravna delitev
Bolgarija je unitarna država. Od leta 1880 se je število upravnih ozemeljskih enot gibalo od sedem do 26. Današnja upravna delitev je bila sprejeta vzporedno z decentralizacijo gospodarskega sistema. Vključuje 27 oblasti in oblast metropolitanskega glavnega mesta (mesto Sofija), ki se dalje delijo na 265 občin. Občine vodijo župani, ki so izvoljeni za štiriletni mandat, in neposredno izvoljeni občinski sveti. Bolgarija je zelo centralizirana država, v kateri Svet ministrov neposredno imenuje regionalne guvernerje in so vse oblasti in občine močno odvisne od njega glede financiranja.
1. Oblast Blagoevgrad (Област Благоевград)
2. Oblast Burgas (Област Бургас)
3. Oblast Gabrovo (Област Габрово)
4. Oblast Haskovo (Област Хасково)
5. Oblast Krdžali (Област Кърджали)
6. Oblast Kjustendil (Област Кюстендил)
7. Oblast Loveč (Област Ловеч)
8. Oblast Montana (Област Монтана)
9. Oblast Pazardžik (Област Пазарджик)
10. Oblast Pernik (Област Перник)
11. Oblast Pleven (Област Плевен)
12. Oblast Plovdiv (Област Пловдив)
13. Oblast Razgrad (Област Разград)
14. Oblast Ruse (Област Русе)
15. Oblast Šumen (Област Шумен)
16. Oblast Silistra (Област Силистра)
17. Oblast Sliven (Област Сливен)
18. Oblast Smoljan (Област Смолян)
19. mesto Sofija (София-град)
20. Sofijska oblast (Софийска област)
21. Oblast Stara Zagora (Област Стара Загора)
22. Oblast Trgovište (Област Търговище)
23. Oblast Varna (Област Варна)
24. Oblast Veliko Trnovo (Област Велико Търново)
25. Oblast Vidin (Област Видин)
26. Oblast Vraca (Област Враца)
27. Oblast Jambol (Област Ямбол)

## Gospodarstvo
Bolgarija ima odprto tržno gospodarstvo z visokim dohodkom, kjer zasebni sektor predstavlja več kot 70 % BDP. Iz pretežno kmetijske države s pretežno podeželskim prebivalstvom leta 1948 se je Bolgarija do 1980-ih preoblikovala v industrijsko gospodarstvo z znanstvenimi in tehnološkimi raziskavami na vrhu prednostnih nalog proračunskih izdatkov. Izguba trgov SEV leta 1990 in kasnejša "šok terapija" načrtovanega sistema sta povzročili strm upad industrijske in kmetijske proizvodnje, ki ji je na koncu sledil gospodarski zlom leta 1997. Gospodarstvo si je v obdobju hitre rasti nekaj let pozneje v veliki meri opomoglo, vendar povprečna plača 2072 levov (1142 USD) na mesec ostaja najnižja v EU.
Močna gospodarska uspešnost v zgodnjih 2000-ih je zmanjšala javni dolg z 79,6 % leta 1998 na 14,1 % leta 2008. Od takrat se je do leta 2022 povečal na 22,6 % BDP, vendar ostaja drugi najnižji v EU.
Jugozapadno območje načrtovanja je najbolj razvita regija z bruto domačim proizvodom (PPP) na prebivalca v višini 29.816 USD v letu 2018. Vključuje glavno mesto in okoliško provinco Sofijo, ki sama ustvari 42 % nacionalnega bruto domačega proizvoda, čeprav gosti le 22 % prebivalstva. BDP na prebivalca (v SKM) in življenjski stroški so leta 2019 znašali 53 oziroma 52,8 % povprečja EU (100 %). Nacionalni BDP PKM je bil leta 2016 ocenjen na 143,1 milijarde USD, z vrednostjo na prebivalca 20.116 USD. Statistika gospodarske rasti upošteva nezakonite transakcije iz neformalnega gospodarstva, ki je največje v EU kot odstotek gospodarske proizvodnje. Bolgarska narodna banka izdaja nacionalno valuto lev, ki je vezana na evro po tečaju 1,95583 leva za evro.
Delovna sila predstavlja 3,36 milijona ljudi, od tega je 6,8 % zaposlenih v kmetijstvu, 26,6 % v industriji in 66,6 % v storitvenem sektorju. Med glavnimi industrijskimi dejavnostmi so pridobivanje kovin in mineralov, proizvodnja kemikalij, strojegradnja, jeklo, biotehnologija, tobak, predelava hrane in rafiniranje nafte. Samo rudarstvo zaposluje 24.000 ljudi in ustvari približno 5 % BDP države; število zaposlenih v vseh panogah, povezanih z rudarstvom, je 120.000.[248][249] Bolgarija je peta največja proizvajalka premoga v Evropi. Lokalna nahajališča premoga, železa, bakra in svinca so ključnega pomena za proizvodni in energetski sektor. Glavne destinacije bolgarskega izvoza zunaj EU so Turčija, Kitajska in Srbija, medtem ko so Rusija, Turčija in Kitajska daleč največje uvozne partnerice. Večino izvoza predstavljajo industrijski izdelki, stroji, kemikalije, goriva in hrana. Dve tretjini izvoza hrane in kmetijstva gre v države OECD.
Čeprav se je proizvodnja žit in zelenjave med letoma 1990 in 2008 zmanjšala za 40 %, se je proizvodnja zrn od takrat povečala in v sezoni 2016–2017 je bila zabeležena največja proizvodnja zrn v zadnjem desetletju. Pridelujejo tudi koruzo, ječmen, oves in riž. Kakovosten orientalski tobak je pomembna industrijska rastlina. Bolgarija je tudi največja svetovna proizvajalka sivkinega in rožnega olja, ki se pogosto uporabljata v dišavah. Znotraj storitvenega sektorja h gospodarski rasti pomembno prispeva turizem. Sofija, Plovdiv, Veliko Trnovo, obalna letovišča Albena, Zlati pesek in Sunny Beach ter zimska letovišča Bansko, Pamporovo in Borovets so nekatere od lokacij, ki jih turisti najbolj obiskujejo. Največ obiskovalcev je Romunov, Turkov, Grkov in Nemcev.[263] Turizem dodatno spodbujamo s sistemom 100 turističnih krajev.

## Kultura
Sodobna bolgarska kultura združuje formalno kulturo, ki je proti koncu osmanske vladavine pomagala oblikovati narodno zavest, s tisočletja starimi ljudskimi tradicijami. Bistveni element bolgarske folklore je ogenj, ki se uporablja za preganjanje zlih duhov in bolezni. Mnoge od teh so poosebljene kot čarovnice, medtem ko so druga bitja, kot sta zmey in samodiva (veela), bodisi dobronamerni varuhi bodisi ambivalentni prevaranti. Nekateri obredi proti zlim duhovom so se ohranili in se še vedno izvajajo, predvsem kukeri in survakarji. Tudi martenice se veliko praznujejo. Nestinarstvo, obredni ples z ognjem traškega izvora, je uvrščen na Unescov seznam nesnovne kulturne dediščine.
Devet zgodovinskih in naravnih objektov je na Unescovem seznamu svetovne dediščine: Pirinski narodni park, Naravni rezervat Srebǎrna, Madarski konjenik, Tračanska grobnica v Kazanlăku Sveštarska grobnica, Rilski samostan, Bojanska cerkev, Ivanovske skalne cerkve in starodavno mesto Nesebar. Samostan je ustanovil sveti Janez Rilski, zavetnik Bolgarije, čigar življenje je predmet številnih literarnih pripovedi že od srednjega veka. Poleg navedenih pa tudi Starodavni prvobitni bukovi gozdovi Karpatov in drugih delov Evrope
- Rimsko gledališče v Plovdivu, evropska prestolnica kulture leta 2019
- Samostan Rila, pomembno duhovno središče Bolgarov
- Kuker v Lesičovem

Ustanovitev preslavske in ohridske literarne šole v 10. stoletju je povezana z zlatim obdobjem bolgarske književnosti v srednjem veku. Poudarek šol na krščanskih svetih spisih je Bolgarsko cesarstvo naredil za središče slovanske kulture, s čimer je Slovane pripeljal pod vpliv krščanstva in jim zagotovil pisni jezik. Trnovska literarna šola je po drugi strani povezana s srebrno dobo književnosti, ki so jo definirali visokokakovostni rokopisi o zgodovinskih ali mističnih temah pod dinastijama Asena in Šišmana.
Dediščina religiozne vizualne umetnosti vključuje freske, stenske poslikave in ikone, ki jih je veliko ustvarila srednjeveška umetniška šola Trnovo.
Ljudska glasba je daleč najobsežnejša tradicionalna umetnost in se je skozi stoletja počasi razvijala kot zlitje daljnovzhodnih, orientalskih, srednjeveških ortodoksnih in standardnih zahodnoevropskih tonalitet in načinov. Bolgarska ljudska glasba ima značilen zvok in uporablja široko paleto tradicionalnih glasbil, kot so gadulka, gaida, kaval in tupan. Posebnost je podaljšan ritmični čas, ki mu v preostali evropski glasbi ni para.
Bolgarska kuhinja je podobna kuhinji drugih balkanskih držav in kaže močan turški in grški vpliv. Jogurt, lukanka, banica, šopska solata, ljutenica in kozunak so med najbolj znanimi domačimi jedmi. Poraba mesa je nižja od evropskega povprečja, glede na kulturno naklonjenost širokemu izboru solat. Bolgarija je bila do leta 1989 druga največja izvoznica vina na svetu, a je od takrat izgubila to mesto. Mavrud, Rubin, Široka melniška, Dimiat in Červen Misket so značilne sorte grozdja, ki se uporabljajo za bolgarsko vino. Rakija je tradicionalno sadno žganje, ki so ga v Bolgariji uživali že v 14. stoletju.